# Paul Fourré
Paul Fourré, né le 30 avril 1885 et mort le 31 janvier 1966, est un homme politique français.

## Détail des fonctions et des mandats
Mandat parlementaire
- 24 décembre 1946 — 16 novembre 1948 : conseiller de la République de l'Yonne